# Conti di Mémontois
La contea di Memontois (appare anche come Mémontois) era una giurisdizione feudale della Borgogna, paese situato tra Auxois e Duesmois a est a nord, Digione (o Dijon) e Beaune a est e a sud di Oscheret.

## Conti sotto i Carolingi
L'unica conte di Memontois era Guerino di Provenza, che ha acquisito Memontois nel 832. Probabilmente era uno degli onori legati alle contee vicine e aveva un'evoluzione simile ad altre piccole contee di Borgogna. Vedi Contea di Bassigny